# Barkingside (stanice metra v Londýně)
Barkingside je stanice londýnského metra, otevřená 1. května 1903. Stanice je vyzdobena cihlovou fasádou, kterou navrhl anglický železniční architekt William Neville Ashbee (1852–1919). Stanice má dvě postranní nástupiště. Autobusovou dopravu zajišťují linky: 128, 150, 167, 169, 247, 275, 462 a noční linka N8. Stanice se nachází v přepravní zóně 4 a leží na lince:
- Central Line mezi stanicemi Newbury Park a Fairlop.

| Rok  | Počet cestujících |
| ---- | ----------------- |
| 2011 | 1,16 mil.         |
| 2012 | 1,12 mil.         |
| 2013 | 1,24 mil.         |
| 2014 | 1,35 mil.         |